# Мичман Тихоня
«Мичман Тихоня» (англ. Mr Midshipman Easy) — детский приключенческий роман английского мореплавателя и писателя Фредерика Марриета, опубликованный впервые в 1836 году. События произведения происходят в период Наполеоновских войн, участие в которых принимал некогда сам автор.

## Сюжет
Джон Тихоня — сын чудаковатых родителей, которые его балуют. Его отец мнит себя философом и размышляет «о правах человека, о равенстве, о несправедливом распределении блага на земле и т. п. Однако никто не хотел слушать его философию. Женщины не желали признавать прав за мужчинами, утверждая, что они никогда не бывают правыми; мужчины же, посещавшие мистера Изи, были все богатые собственники, отнюдь не желавшие делиться с неимущими. Как бы то ни было, они предоставляли ему заниматься этими вопросами, а сами занимались его портвейном. Его философию они находили плохой, но вино очень хорошим, а ведь вещи надо принимать такими, как их находишь».
В подростковом возрасте Тихоня принимает точку зрения отца и отныне не верит в частную собственность. Он поступает на морскую службу, что, по мнению его отца, являет собой пример равноправного общества. Тихоня заводит дружбу с матросом нижней палубы Метси (Мефистофель Фауст), сбежавшим рабом, который прежде был принцем в Африке. Взгляды Тихони близки Метси, который жаждет оставить свою работу, не «варить суп для джентльменов». Однако с повышением до капрала с обязанностями блюсти дисциплину, он изменил своё мнение.
Метси с лёгкостью выручает из нескольких передряг импульсивного 17-летнего Тихоню во время путешествия по Средиземному морю. Несмотря на свои убеждения, Тихоня становится опытным офицером. Его мать умирает, и Тихоня возвращается домой, чтобы найти своего обезумевшего отца. Тот разработал аппарат для изменения френологических шишек и, испробовав на себе, погибает.
Тихоня выгоняет преступную прислугу и наводит порядок в имении, требует от арендаторов оплаты долгов, выселяет неуплативших. Используя своё богатство, он официально покидает флот, снаряжает собственное судно и возвращается на Сицилию, чтобы забрать свою невесту Агнес. Поскольку он теперь богатый джентльмен, а не младший мичман, её семья не противится брачному союзу.

## Переводы на русский язык
- Ф. Маррiэтъ. Приключенiя молодого моряка / перевод с английского под редакцией Митькова Н.А.. — М.: Издатель И. Н. Кнебель, 1911. — 140 с.
- Капитан Марріэт. Мичманъ Изи / перевод М. Энгельгардта. — СПб.: Издательство П.П. Сойкина, 1912. — 214 с. — (Полное собраніе сочиненій капитана Марріэта).
- Фредерик Марриет. Мичман Тихоня / перевод В. Томилова. — Ташкент: Издательство литературы и искусства им. Гафура Гуляма, 1987. — С. 17—312. — 320 с.

## Экранизации
- 1915 — немой фильм «Мичман Изи» режиссёра Мориса Элви.
- 1935 — «Мичман Изи» режиссёра Кэрола Рида.